# Fluorure de nitryle
Le fluorure de nitryle est un composé inorganique de la famille des oxyfluorures, de formule NO2F. Il s'agit d'un gaz incolore très oxydant, qui peut être utilisé pour réaliser des fluorations et a été proposé comme ergol oxydant en astronautique — aucune fusée n'a cependant utilisé ce composé pour sa propulsion.
Le fluorure de nitryle est une espèce chimique de nature moléculaire et non ionique, ce qui est cohérent avec sa température d'ébullition assez basse. Cette molécule est plane, avec une liaison N–F d'à peine 135 pm.
Sa préparation a été décrite en 1905 par Henri Moissan et Paul Lebeau faisant intervenir la fluoration du dioxyde d'azote NO2. Cette réaction, très exothermique, génère cependant de nombreux coproduits qui contaminent le fluorure de nitryle. La méthode de production la plus simple évite de recourir au fluor F2 mais utilise à la place du fluorure de cobalt(III) CoF3 :
NO2 + CoF3 → NO2F + CoF2.
Le fluorure de cobalt(II) CoF2 peut ensuite être régénéré en CoF3. D'autres méthodes de synthèse ont été décrites.